# Bageshpura, Arsikere
Bageshpura là một làng thuộc tehsil Arsikere, huyện Hassan, bang Karnataka, Ấn Độ.